# Ария
«Ария» (укр. Арія) — радянський та російський гурт, що грає в жанрі хеві-метал, музика якого витримана в стилі гуртів нової хвилі британського хеві-металу.
Учасники групи неодноразово відвідували територію тимчасово окупованої АР Крим, а також підтримують агресивну війну РФ проти України, як і їх 1-й вокаліст Валерій Кіпєлов.
«Ария» є одним з найстаріших і найуспішніших метал-гуртів Росії. Лауреат премії Fuzz 2007 року як найкращий live-гурт. Його учасниками було утворено багато інших відомих гуртів («Мастер», «Кипелов», «Маврин», «Артерия»), які разом складають плеяду, так звану «сімейку Арії».
Велика частина текстів гурту написана поетами Маргаритою Пушкіною та Олександром Єліним.

## Стиль
Основним жанром «Ария» є традиційний хеві-метал: «галопові» гітарні рифи, високий пронизливий вокал, довгограючі гітарні соло. Фактично, перші альбоми групи є вільною інтерпретацією музики таких класиків важкого металу, як Iron Maiden, Black Sabbath, Deep Purple, Judas Priest, Golden Earring. Через це критики звинувачували «Ария» в неоригінальності та в запозиченності їхніх музичних ходів у цих гуртів. Самі «арійці» відкидають подібні звинувачення. У 2021 американський музичний канал Metal School показав документальну стрічку, яку іронічно назвав Ariya: The Russian Iron Maiden.

## Історія гурту

### Передісторія
Майбутні музиканти «Ария» Віталій Дубінін та Володимир Холстінін познайомилися під час навчання в МЕІ, де створили аматорський рок-гурт «Волшебные Сумерки». Дубінін спочатку був басистом та вокалістом водночас, згодом на роль вокаліста був запрошений Артур Беркут. У 1982 році Дубінін покинув гурт, щоб закінчити освіту. Незабаром Беркут отримав запрошення на місце вокаліста в популярному артрок гурті «Автограф», і «Волшебные Сумерки» розпалися.
Холстінін разом з бас-гітаристом Аліком Грановським стали учасниками гурту «Альфа», що виконував хард-рок. Гурт проіснував всього кілька років. У період боротьби з самодіяльними колективами в 1982—1984, музики були вимушені шукати роботи в офіційних ВІА. Холстінін, Дубінін і Грановський приєдналися до ВІА «Поющие сердца» в 1985 році. Туди ж з ВІА «Лейся, песня», що розпався, перейшов Валерій Кіпєлов. Дубінін покинув «Поющие Сердца» через кілька місяців, щоб вчитися на вокаліста в Академії ім. Гнесіних.

### Рання історія
Граючи в «Поющих сердцах», Холстінін і Грановський паралельно створили сайд-проект: гурт, що мав грати у жанрі хеві-метал. Менеджером і художнім керівником нового колективу став Віктор Векштейн, директор «Поющих сердец», що надав музикантам власну студію. Назву гурту пригадав Холстінін, вибравши його навмання як слово, що зручно перекладається в латиницю. Також, за однією з версій, важливим чинником у виборі назви стала легкість його скандування. Виходячи з назви гурту і самих музикантів і їхніх шанувальників згодом стали називати «арійцями».
Векштейн, Холстінін та Грановський почали добирати склад гурту. У цей період до них приходили на проби гітарист Сергій Потьомкін (екс-«Альфа»), вокаліст Микола Носков (потім — в «Парке Горького»), клавішник Олександр Мясніков (екс-«Акцент»). У лютому 1985 постійним вокалістом Арії був затверджений Валерій Кіпєлов (екс-«Лейся, песня»). Ударником став звукоінженер «Поющих сердец» Олександр Львов, клавішником і бек-вокалістом — Кирило Покровський.
Днем народження гурту самі музиканти називають 31 жовтня 1985 року, коли була закінчена робота над першим студійним альбомом «Мания величия». Матеріал, що був виданий самвидавом на магнітній касеті, являв собою традиційний хеві-метал у дусі модних тоді англійських і американських гуртів типу Iron Maiden та Black Sabbath. Альбом був записаний лише за участі одного гітариста у складі — Холстініна. Для концертної діяльності був запрошений другий гітарист, Андрій Большаков (екс-«Зигзаг», екс-«Коктейль»). Окрім того, Ігор Молчанов (екс-«Альфа») змінив за ударними Львова, що залишився звукооператором гурту.
Перший концерт Арії пройшов у ДК МАІ 5 лютого 1986 року, на розігріві у самих себе як «Поющие сердца». Того ж року гурт (вже сольно) взяв участь у фестивалях «Рок-панорама-86» і «Литуаника-86». На фестивалях гурт був сприйнятий схвально і відразу завоював кілька премій і деяку андеграундну популярність.
Другий альбом гурту, «С кем ты?», був записаний наступного року. Він відрізнявся від першого виваженим звучанням. Більша частина композицій була написана Большаковим, шанувальником Judas Priest, під впливом стилю цього гурту. Автором текстів до більшості пісень (крім «Без тебя» — Маргарита Пушкіна — та інструментальної «Память о…») був Олександр Єлін, саме тому тематика цього альбому була гостро-соціальною і антивоєнною т («Воля и разум», «Встань, страх преодолей», «С кем ты?», «Игры не для нас»). Колишній ударник гурту Олександр Львов знову виступив у ролі звукоінженера.
Після низки аншлагових концертів в «Ария» відбувається конфлікт між новим гітаристом Андрієм Большаковим і менеджером Віктором Векштейном. Більша частина гурту, крім Холстініна і Кіпєлова, стає на сторону Андрія і розриває відносини з Векштейном, але Віктор Векштейн зберігає права на назву. Грановський, Большаков, Молчанов і Покровський створюють гурт «Мастер» і в 1987 році випускають дебютний однойменний альбом, що містить в тому числі кілька пісень, написаних ними для Арії.

### Склад з Мавріним
Валерій Кіпєлов та Володимир Холстінін залишаються в «Арії». До колектива запрошують басиста Віталія Дубініна, що грав з Холстініном і Артуром Беркутом у «Волшебных сумерках» і «Альфе» ще на початку 80-х, а також гітариста Сергія Мавріна, барабанщика Максима Удалова (обидва — екс-«Чёрный кофе» та «Металлаккорд»).
У 1987 році новим складом «Ария» записує альбом, який спочатку повинен був називатися «На службе силы зла». Це був перший альбом, випущений державним монополістом компанією «Мелодія», і тому до нього були внесені значні зміни: альбом був перейменований на «Герой асфальта», а обкладинка відповідно змінена, деякі тексти були піддані цензурі. До кінцевого варіанту альбому не увійшла, через фізичну обмеженість місткості платівки, композиція «Дай руку мне» — пізніше вона була видана на збірках Арії «Штиль» і «Легенды русского рока». Наклад третього альбому на вінилі склав понад 1 000 000 примірників і розійшовся за кілька місяців. Платівка вважається[ким?] однією з найкращих в історії гурту, її часто зараховують до числа «класичних» для гурту. На пісню «Улица Роз» було знято перший в історії гурту відеокліп.
Протягом 1987—1988 років «Ария» здійснює гастрольний тур по всьому СРСР та свою першу поїздку за кордон, в Німеччину, де виступає на фестивалі «Дні Стіни» в Берліні. Газети називають Арію «російським Iron Maiden» і «козаками з гітарами».
У цей час відносини учасників гурту з менеджером зіпсувалися знову і цього разу вже остаточно. Музики наполягали на записі нового альбому, в той час як Векштейн вимагав все нових концертних турів. У жовтні 1988 року через конфлікт гурту покидає Удалов і в листопаді замість нього запрошують Олександра Манякін. Зрештою Удалов все ж залишається в складі оновленого гурту, але як звукоінженер. У 1989 році гурт видає черговий альбом під назвою «Игра с огнём» з Юрієм Фішкіним як менеджером. Віктор Векштейн зберіг формальні права на назву, через що гурт весь рік виступав як «АРІЯ-89». Однак Віктор так і не висунув до гурту претензій щодо назви, а через рік загинув.

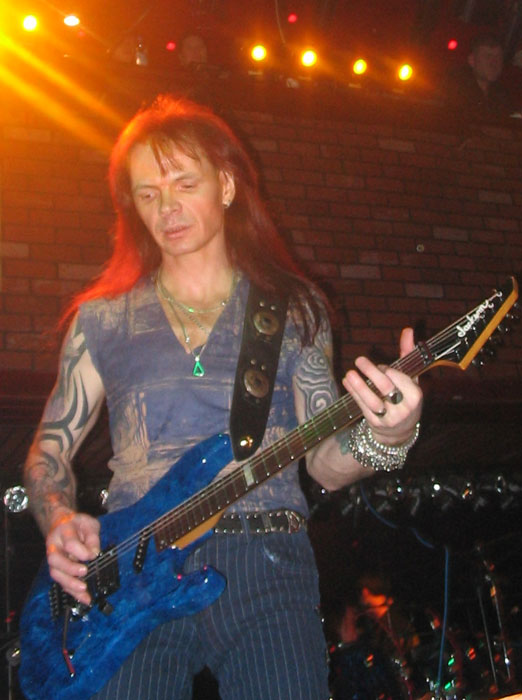
Сергій Маврін.

На початку 90-х років через економічну кризу гурт пережив спад у своїй діяльності, різко скоротивши кількість концертів. Музиканти змушені були шукати додаткові джерела заробітку. Кіпєлов в цей період підробляв сторожем, Холстінін — приватним візництвом. В 1990 році Дубінін і Маврін підписують контракт з гуртом «Lion Heart» і на деякий час їдуть до Мюнхену (у складі гурту їх заміщували сесійні Горбатіков і Булкін), але повертаються до гурту в серпні. Після святкування п'ятирічного ювілею і декількох живих концертів гурт починає працювати над своїм п'ятим альбомом «Кровь за кровь», який був випущений у 1991 році.
У 1994 році була заснована своя власна студія «ARIA Records» і підписаний п'ятирічний контракт з компанією «Moroz Records». На цьому лейблі влітку 1994 року були перевидані перші п'ять альбомів гурту, в тому числі вперше побачили світ ранні альбоми «Мания величия» і «С кем ты?». Оформлення альбомів виконав художник Василь Гаврилов.

### «Смутні часи»: другий розкол
У вересні 1994 року був здійснений двотижневий тур Німеччиною в семи містах, в тому числі й виступ у берлінському Hard Rock Cafe. З вини організаторів, тур проходив у жахливих умовах і не приніс «арійцям» ані копійки. Скандал з організаторами відбився і на стані справ гурту.
Після закінчення туру Валерій Кіпєлов фактично покинув гурт: припинив з'являтися на репетиціях і записах альбому в студії, і провів декілька концертів з гуртом «Мастер». У грудні Олексій Булгаков (вокаліст і лідер «Легиона») складав іспит в разі можливого заміщення Кіпєлова. У січні 1995 року Сергій Маврін покинув колектив, заявивши, що відмовляється продовжувати виступи без Кіпєлова. На місце Мавріна, спочатку як сесійний музикант, був запрошений Сергій Терентьєв, згодом він став постійним членом групи.
Кіпєлов і Маврін кілька місяців виступали удвох з програмою «Назад в Будущее» з кавер-версіями пісень іноземних рок-гуртів (Slade, Black Sabbath та ін.), а також піснями колективу. Існує бутлег одного з таких таких концертів. Але проект не сягнув успіху, і наприкінці 1995 Кіпєлов повернувся до Арії під загрозою санкцій у разі невиконання договірних зобов'язаностей з боку компанії Moroz Records. Він записав вокальні партії для нового альбому «Ночь короче дня», що був виданий у вересні 1995 року. «АРІЯ» провела серію концертів у московському регіоні з Сергієм Задорой як новим менеджером, записавши концертний альбом «Сделано в России», що став лідером чартів.
У 1997 році Кіпєлов і Маврін знову об'єднали зусилля, записавши в дуеті альбом «Смутное время», в якому взяв участь і Алік Грановський. Дубінін і Холстінін записали свого власного альбому, що дістав назви «АвАрія», де Віталій брав участь також і як вокаліст.

### Склад з Терентьєвим
Сергій Терентьєв, що спершу просто заміняв Мавріна, незабаром закріпився в постійному складі гурту і почав активно писати пісень. У 1998 році Арія випустила «Генератор зла», де вперше були присутні пісні Терентьєва і вперше не були вказані продюсери (продюсерами попередніх альбомів були Дубінін і Холстінін). Тур на підтримку альбому ледь не був зірваний через аварію, у яку потрапив барабанщик Манякін, тому протягом півроку його заміщував Максим Удалов.
У 1999 році вийшла книга «Арія. Легенда про Динозавра», автори якої — Ділан Трой, Маргарита Пушкіна та Віктор Троєгубов — спробували написати «реалістичну» біографію гурту, в якій підвищена увага приділялася конфліктам між музикантами і різноманітним курйозам. У 2002 вийшла ще одна книга про гурт «Арія Маргарити» Маргарити Пушкіної, де, окрім історії гурту, розповідалися подробиці написання Пушкіною текстів.

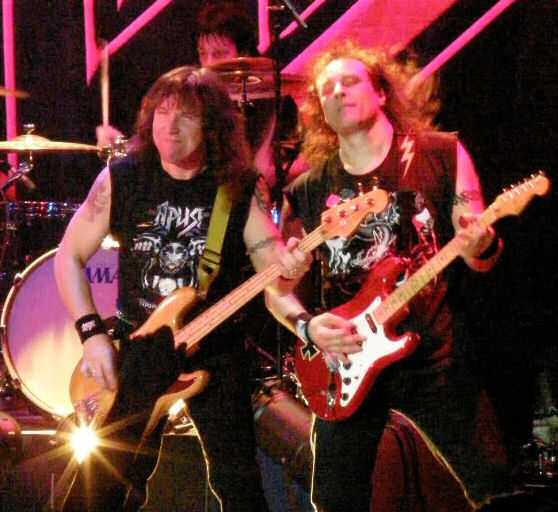
Дубінін і Холстінін

До кінця 1990-х років пісні «Ария» рідко транслювалися центральними радіостанціями. Першими внести гурт до регулярної ротації вирішили «Наше радіо» на чолі з Михайлом Козирєвим. Вже в 2000 році сингл «Потерянный рай», приніс гурту успіх в чарті «Нашого радіо», а кліп на цю пісню вперше вивів гурт на канал MTV Росія. Загальний формат як «Нашого радіо», так і MTV Росія був орієнтований на широке коло слухачів і загалом був дуже далекий від рок-музики 80-х, в стилі якої гурт продовжував грати. Тим не менш, ротація на цих медіаресурсах дозволила гурту знову здобути популярності й знайти шанувальників з числа нового покоління слухачів.
У цей час «обличчям» гурту став Валерій Кіпєлов, що давав інтерв'ю від імені всього колективу. У 2001 році Арія випустила альбом «Химера», на обкладинці якого вперше з'являється талісман гурту — Жорік, придуманий художником Лео Хао. Пісні «Штиль», «Небо Тебя Найдёт» та «Осколок Льда», відразу ж потрапили в ротацію радіостанцій та повторили успіх «Потерянного рая». На підтримку альбому Арія провела тур за участю Удо Діркшнайдера як гостя. Гурт став хедлайнером фестивалю «Нашествие-2001», де виступала разом із симфонічним оркестром «Глобалис» Костянтина Кримця, диригента, відомого оригінальною зовнішністю і експресивною поведінкою, придатними для рок-шоу. У 2002 році гурт зробив тур з «Глобалисом», який отримав назву «Класична Арія».

### Судний день
Наприкінці 2001 року напруга у взаєминах між музиками наростала. За словами Валерія Кіпєлова, нездорова атмосфера у гурті була вже під час запису альбому «Химера», де кожен автор записував і зводив свої пісні окремо. Він запропонував Дубініну і Холстініну на якийсь час припинити діяльність гурту і зайнятися сольною творчістю. Ті відмовилися, з тої причини, що матеріал для нового альбому був вже майже готовий. Тоді Кіпєлов відмовився від участі у запису альбому. Сергій Терентьєв, Олександр Манякін і менеджер гурту Ріна Лі підтримали Кіпєлова, виступивши проти двох лідерів гурту і продюсерів Юрія Соколова та Сергія Шуняєва. Дубінін і Холстінін, у свою чергу, звинуватили Кіпєлова у зриві запису альбому і виданні старих альбомів у Німеччині, а також менеджера гурту Ріну Лі — в тому, що вона підбила Терентьєва та Манякіна на розрив з гуртом.
Виникало також питання про права на назву «Ария». Кіпєлов у інтерв'ю заявляв про якусь «джентльменську угоду» про те, що ніхто не буде використовувати її в подальшій кар'єрі. Він також приписував колегам плани виступати під назвою «Химера», на честь останнього альбому. Дубінін і Холстінін категорично відкидали такі наміри, наполягаючи, що права на назву належать їм, і що це питання було врегульовано — за словами Дубініна «ми з ним вирішували якісь питання, що стосуються назви, Валера був у курсі всього». «На переговорах у Шуняєва ми запропонували Валері стати співвласником назви». Гурт під назвою «Химера» дійсно був заснований 2002 року за підтримки Олександра Єліна і «арійців», але ніхто з них ніколи не виступав у її складі. У той же час вокаліст «Химери», Андрій Храмов, провів один концерт з Дубініним, Холстініним і Удаловим, виконуючи «арійські» пісні.
Останнім релізом старого складу був альбом рідкісних треків і каверів «Штиль». У серпні пройшов прощальний тур гурту «Зелёная Миля». Після фінального концерту 31 серпня 2002 року в Лужниках, який отримав назву «Судный день» (що й дало ім'я розколу що стався), Кіпєлов, Терентьєв і Манякін покинули Арію. Наступного дня, взявши до свого складу Сергія Мавріна та Олексія Харькова, вони оголосили про створення нового гурту під назвою «Кипелов». Холстінін почав у вересні спробу повернути Кіпєлова до гурту, Валерій приходив до студії на переговори, але відмовився возз'єднуватися без Терентьєва та Манякіна, що їх не було запрошено.

### Склад з Беркутом

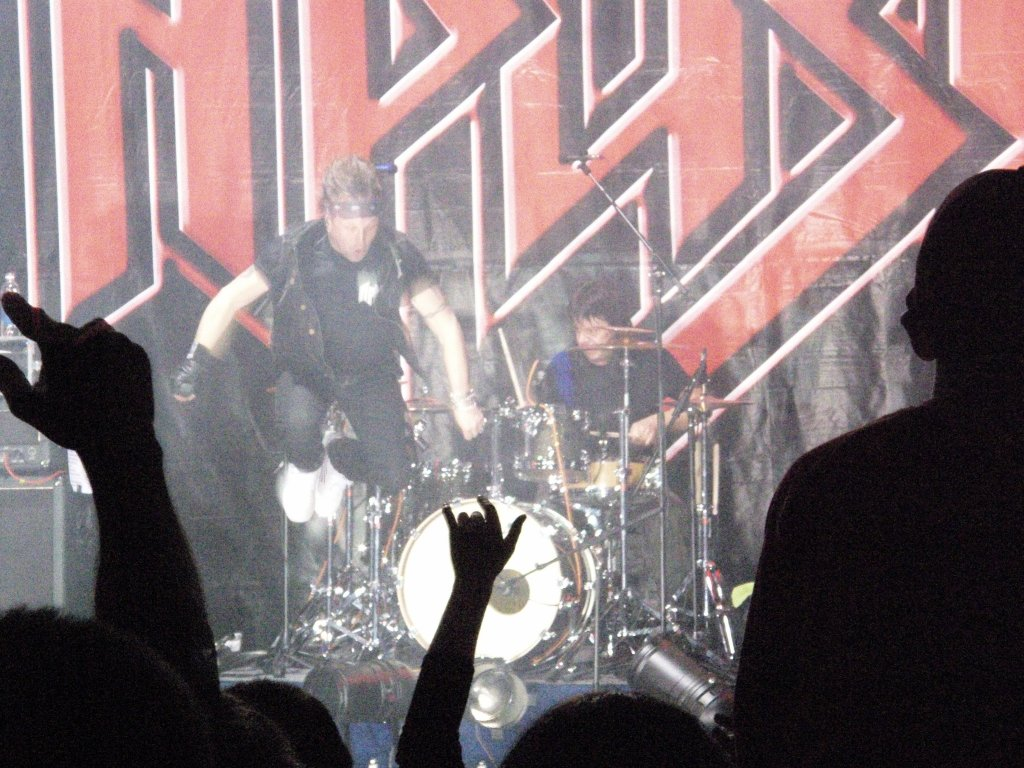
Артур Беркут і Максим Удалов.

Незважаючи на чутки про припинення існування гурту, в листопаді 2002 року був оприлюднений новий склад «Арії». Колишній музикант «Мастера» Сергій Попов став другим гітаристом, Артур Беркут (екс-«Автограф», екс-«Маврин») був запрошений як новий вокаліст, до «Арії» також повернувся барабанщик Максим Удалов. 5 грудня «Арія» випустила сингл «Колизей», що передував альбому «Крещение огнём». Реліз став успішним, пісні «Колизей», «Там, высоко» та «Крещение огнём» досягли перших місць у рок-чартах. Також було відзнято кліпа на пісню «Колизей», що був транслювався на телеканалі MTV Росія і дійшов до першої сходинки хіт-парадів телеканалу. Однак частина старих фанатів не прийняла нового вокаліста, вважаючи, що голос Беркута не відповідає музиці «Арії».
Беркут і Холстінін взяли участь у «Эльфийской рукописи» (2004 р.), метал-опері гурту «Эпидемия». Артур зіграв роль Ірдіса, ельфійського чарівника, в той час як Володимир зіграв на мандоліні і виступив у ролі продюсера опери. У 2007 році Артур знову виконав партію Ірдіса в продовженні опери, «Эльфийская рукопись: Сказание на все времена», а також заспівав дуетом з Кіпєловим у проекті Маргарити Пушкіної «Династия посвящённых».
У 2005—2006 роках Арія відзначила свій двадцятирічний ювілей новим концертним туром, спільно з гуртом «Маврик». Колишні учасники гурту були запрошені для участі у святковому концерті в Лужниках. «Мастер» і Сергій Маврін відгукнулися на запрошення, а Кіпєлов відмовився через щільний графік власного туру. За цей тур у 2007 році Арія була відзначена премією музичного часопису Fuzz у номінації «Найкращий Live-гурт року». «Ювілейна» версія пісні «Воля и разум», що була записана за участю Костянтина Кінчева, Вадима і Гліба Самойлових, Юрія Шевчука, В'ячеслава Бутусова, а також Мавріна і автора пісні Большакова, дісталась до перших щаблів «Чартової дюжини».
В цей же час музиканти підписали довгостроковий контракт з лейблом CD-Maximum, що за їхніми словами запропонував вигідніші умови ніж Moroz Records, з яким вони співпрацювали останні десять років. Наступний альбом «Арії», «Армагеддон», вийшов у вересні 2006 року. Для його створення гурт запросив двох нових авторів текстів — Ніну Кокореву та Ігоря «КЕШ» Лобанова (вокаліст альтернативного гурту Слот), а Беркут дебютував як композитор. Пісні «Чужой» та «Свет былой любви» очолили «Чартову дюжину».
У 2007—2008 році Арія влаштувала концертний тур, присвячений 20-й річниці альбому «Герой асфальта». На заключному концерті туру в Москві і Санкт-Петербурзі взяли участь Кіпєлов і Маврін як гості (того ж року цей концерт був випущений на DVD і CD). У листопаді 2008 року стартував тур «Дай Жару», в якому прозвучали пісні, що вже були давно не виконувалися і взагалі не звучали наживо.
У 2009—2010 роках музиканти почали працю над піснями для нового альбому, проте дата його видання не оголошена. В очікуванні альбому випущений сингл «Поле битвы». Також вокаліст гурту Артур Беркут бере участь у записі альбому «На подступах к небу» пермського хеві-метал гурту «Виконт». Беркут виконав партію Перуна в композиції «Две грозы».
На честь двадцятиріччя гурту у 2010 році було організовано концерт «Арія Фест», на якому зібралися усі члени «сімейки Арії».
27 червня 2011 р. було заявлено про те, що Артур Беркут покидає гурт. Ще до цієї заяви ходили чутки про можливе повернення Валерія Кипєлова, які пізніше не підтвердилися. Валерій Олександрович заявив, що в Арію він не повернеться. Віталій Дубінін пізніше повідомив, що питання про возз'єднання обговорювалося з Кіпеловим два роки тому, але той відмовився покинути свою групу. Дубінін також сказав, що музиканти були змушені розлучитися з Беркутом, оскільки для виконання пісень на новому альбомі їм потрібен був вокаліст дещо іншого плану. Сам Беркут в інтерв'ю заявив, що для нього самого повідомлення про звільнення стало новиною, що ні конфліктів з засновниками групи, ні якихось «дисциплінарних» приводів для його звільнення не було. На його думку, заміна вокаліста готувалася давно, і те, що його не поінформували про це, було, «м'яко кажучи, не по-дружньому». Останній концерт за участю Беркута, «Бой продолжается», відбувся 31 серпня, в артклубі «Планетарій», у Рязані.

### Склад з Житняковим

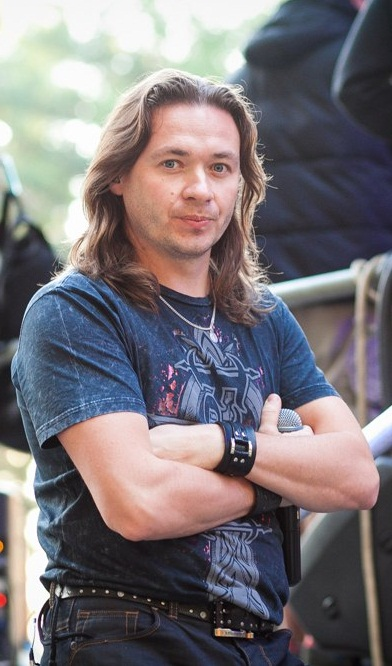
Михайло Житняков

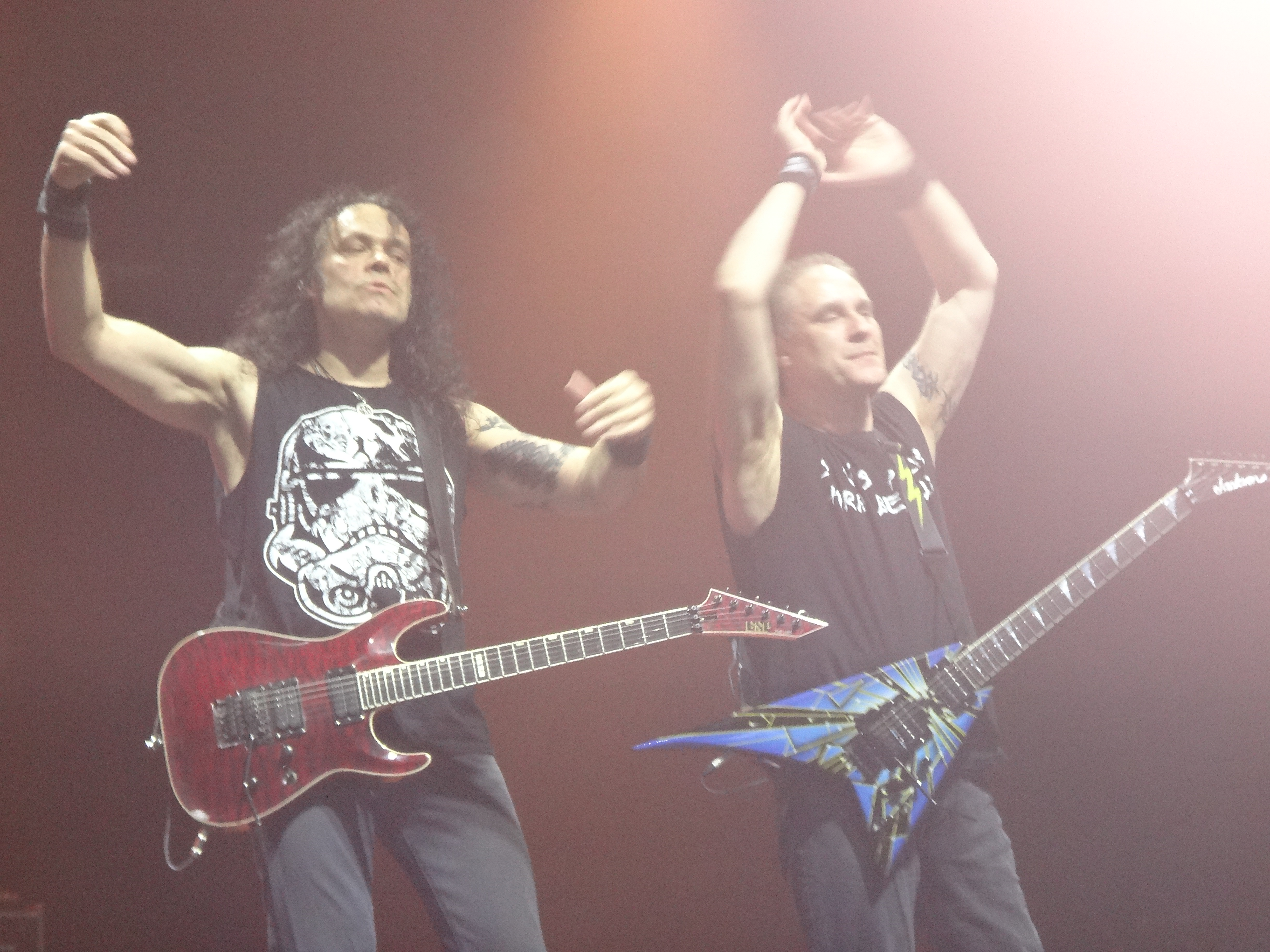
Сергій Попов та Володимир Холстінін під час презентації альбому «Через все времена» 25 квітня 2015 року у Санкт-Петербурзі

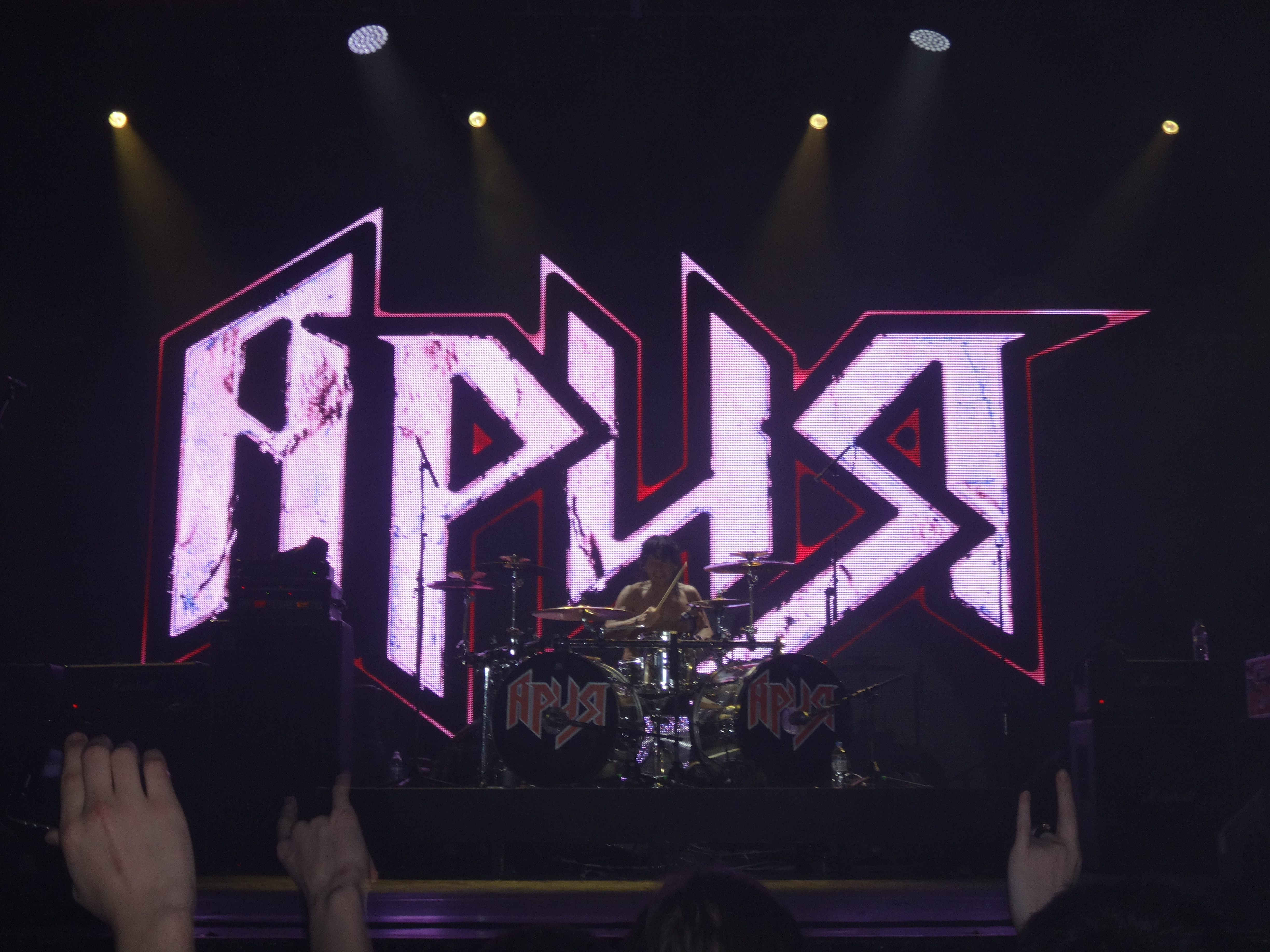
Традиційне барабанне соло Максима Удалова під час антракту (фото з презентації альбому «Через все времена» 25 квітня 2015 року у Санкт-Петербурзі)

26 липня 2011 року було оголошено, що новий альбом буде називатися «Феникс», а тур на його підтримку розпочнеться 15 жовтня. Пісня «Поле битви», випущена на синглі в 2009 році, в альбом не увійде. Багатьма назву альбому було сприйнято як прив'язану до подій в групі (група продовжить існувати без Беркута), а багатьма - як «символ повернення» (мається на увазі Валерій Кипєлов). Деякі вважали назву продовженням «Армагеддону» (після Армагеддона людство відродилося). Сам Холстінін заперечує зв'язок назви альбому з подіями в групі:
|                                   | Пісні для нашого нового альбому були відрепетирувані і навіть переважно записані ще до змін. Справа у тому, що в юності ми з Віталієм Дубініним разом фанатіли від гурту Grand Funk Railroad, котра 1973 року випустила приголомшливий диск Phoenix. Ми переграли величезну кількість пісень Grand Funk і завжди мріяли наблизитися до своїх кумирів. Тому, коли Віталій з Маргаритою Пушкіною написали пісню «Фенікс», назву альбому було вирішено наперед.Оригінальний текст (рос.) [Песни для нашего нового альбома были отрепетированы и даже большей частью записаны ещё до перемен. Дело в том, что в юности мы с Виталием Дубининым вместе фанатели от группы Grand Funk Railroad, у которой в 1972 году вышел потрясающий диск Phoenix. Мы переиграли огромное количество песен Grand Funk и всегда мечтали приблизиться к своим кумирам. Поэтому, когда Виталий с Маргаритой Пушкиной написали песню «Феникс», название альбома было предрешено.] Помилка: {{Lang}}: текст вже має курсивний шрифт (допомога) |
| — Холстінін, Комсомольська правда | |

Інтрига з приводу нового вокаліста Арії, який бере участь в записі альбому вирішилася 16 вересня 2011 року. Ним став Михайло Житняков (екс-вокаліст групи «Гран-Кураж»), про що було оголошено в студії «Нашого радіо». Також в ефірі прозвучала студійна версія пісні «Бои без правил» (з майбутнього альбому «Феникс») з вокалом Михайла, і була виконана пісня «Штиль» (альбом «Химера» 2001 рік) під акомпанемент двох акустичних гітар.
Сам Михайло будучи ще в складі групи «Гран-Кураж», записав кавер-версію на невидану композицію «Вулкан» групи «Арія», для триб'ют-альбому «A Tribute to Арія. XXV»..
1 березня 2012 року на офіційному сайті групи було оголошено про вихід альбому «Live in studio» зі старими піснями, заново виконаними новим вокалістом, Михайлом Жітняковим. 1 квітня 2012 року на лейблі CD Land вийшов альбом «Live in studio», автограф-сесія відбулася в гіпермаркеті АШАН Гагарінський о 14.00. Однак в Інтернеті альбом з'явився 28 березня, а в деяких магазинах — 26 березня.
У квітні 2012 року група вирушила в турне по містах Німеччини, а після повернення на Батьківщину, виступила вперше оновленим складом в Москві в клубі «Arena Moscow» 14 квітня 2012 року і в Санкт-Петербурзі в клубі «ГлавКлуб» 21 квітня 2012 року. На московському концерті велася відеозйомка офіційного DVD. 31 жовтня 2012 група анонсувала вихід DVD і концертного альбому під назвою «В жовтому колі арени» на кінець листопада 2012 року.
28 січня 2013 року група оголосила про свій намір в судовому порядку заборонити Артуру Беркуту використовувати в своїх концертах і записах матеріал групи «Арія» за авторством Віталія Дубініна, Володимира Холстініна, Маргарити Пушкіної, Сергія Попова та Сергія Терентьєва. Причиною такого рішення стало те, що Беркут, за словами групи, сольно виконував пісні «Арії» на своїх концертах без дозволу правовласників.
У червні 2013 року група взяла участь на рок-фестивалі «Острів» в місті Архангельську.
23 серпня 2013 року група взяла участь в XVIII Міжнародному Байк-Шоу «Севастополь — Сталінград» у Волгограді. 9 листопада група провела «Арія-фест» — метал-фестиваль, на який були запрошені як російські групи (Чорний Обеліск, Catharsis), так і іноземні (Rage, Sirenia і Symfomania).
У листопаді та грудні 2013 року група вперше виступила в США і Канаді. Виступи пройшли в Нью-Йорку (29.11.2013), Бостоні (30.11.2013), Торонто (01.12.2013).
9 серпня 2014 року група, порушивши закони України, виступила на XIX «Тріумфальному» Байк-Шоу в анексованому Криму, у Севастополі.
В кінці листопада 2014 року група випустила черговий альбом «Через усі часи», цей альбом став вже дванадцятим за рахунком. Михайло Житняков в новому альбомі дебютував як композитор, написавши, в співавторстві з Віталієм Дубиніним, музику до пісні «Точка неповернення». Новий альбом був випущений лейблом М2БА 25 листопада 2014 року. З цього дня альбом був доступний в музичному магазині iTunes і 27 листопада вийшов на фізичних носіях.

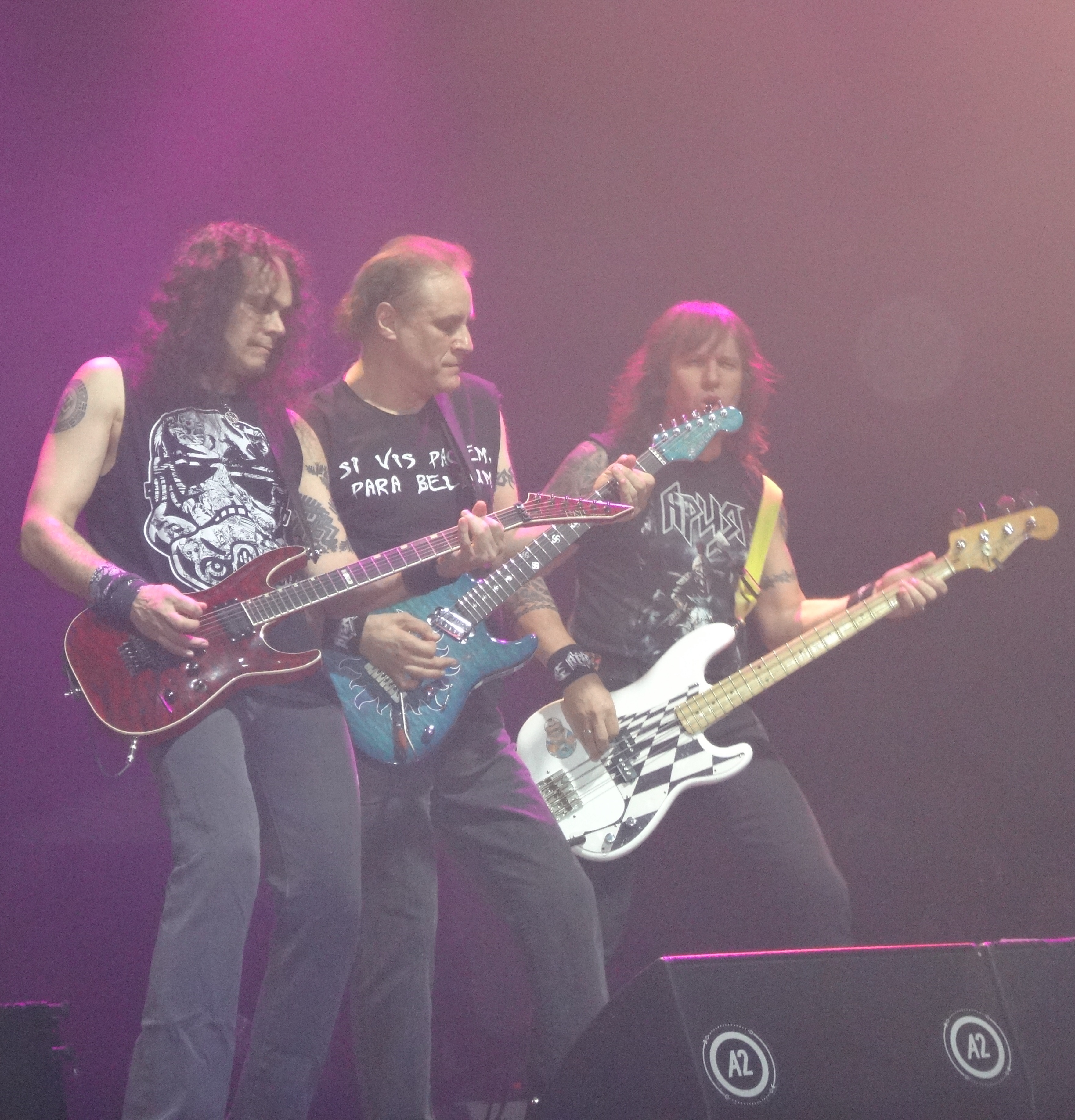
Теперішні гітаристи «Арії» — Попов, Холстінін і Дубінін (фото з презентації альбому «Через все времена» 25 квітня 2015 рік у Санкт-Петербурзі)

5 листопада 2014 стало відомо, що Володимир Холстінін змушений тимчасово призупинити свою участь в групі через проблеми зі здоров'ям, а його місце тимчасово займе Михайло Бугайов. Про це він оголосив у своєму зверненні:
|  | Дорогие друзья! Я сейчас прохожу курс лечения в клинике и не смогу участвовать в ближайших концертах. Временно мое место на сцене будет занимать гитарист группы Гран-КуражЪ Михаил Бугаев. Надеюсь он вам понравится и вы поддержите его. Обещаю в скором времени вернуться в строй. |

## Визнання
«Арія» є відомим гуртом на теренах країн СНД, а також за кордоном, де має прихильників серед емігрантів з колишнього СРСР.

## Громадянська позиція
Гурт був постійним учасником таких фестивалів як "Нашествие", які організовуються Армією Росії, а також фестивалів "Байк Шоу", які неодноразово відбувалися на території окупованого Криму.
"Ария" десятки разів порушувала територіальну цілісність України, виступаючи в містах окупованого Криму, таких як Керчь, Севастополь, Сімферополь тощо.

## Склад

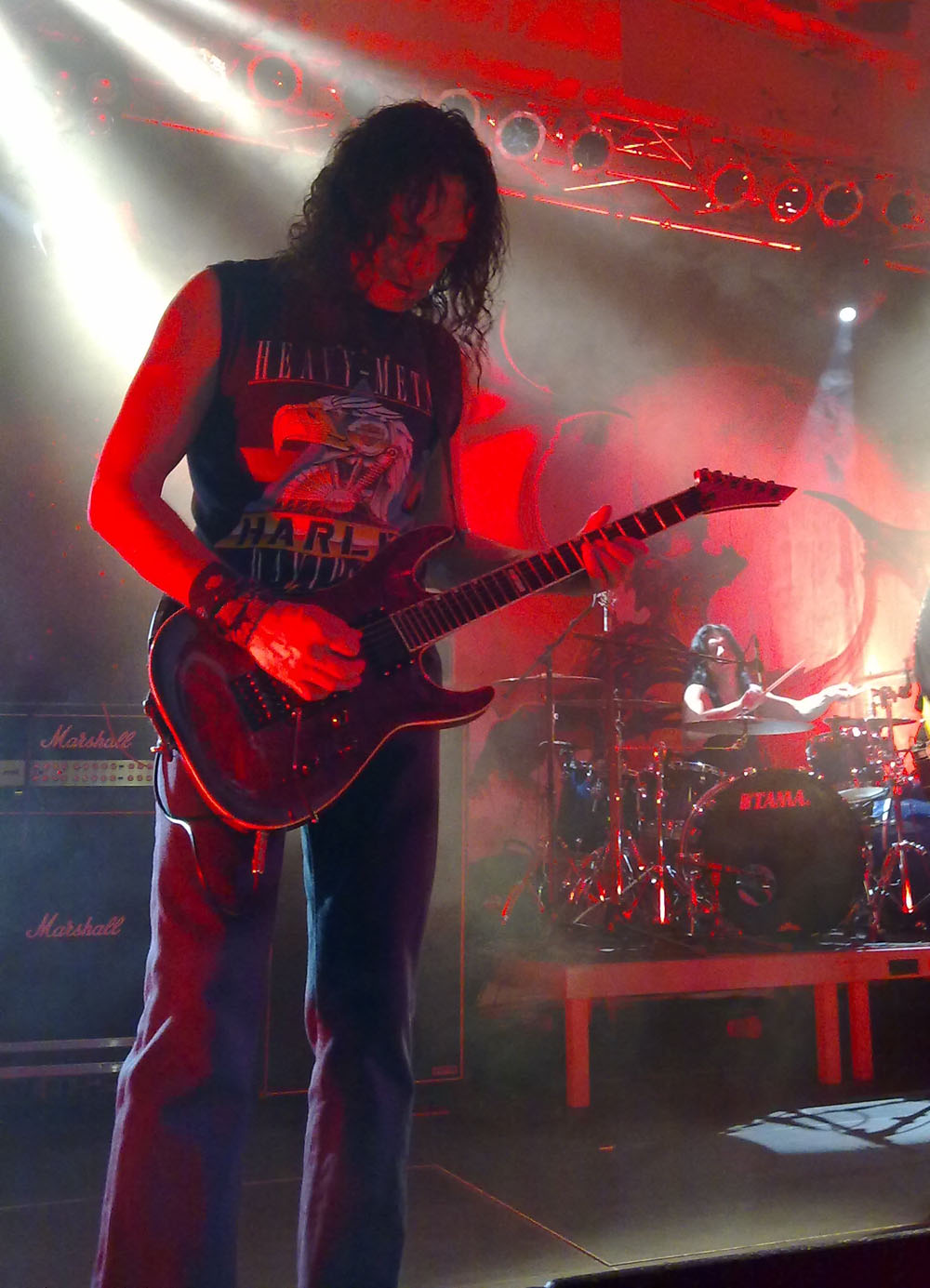
Сергій Попов і Максим Удалов.

### Теперішній склад
- Михайло Житняков — вокал (з 2011)
- Володимир Холстінін — гітара (з 1985)
- Віталій Дубінін — бас-гітара, вокал (з 1987)
- Сергій Попов — гітара (з 2002)
- Максим Удалов — барабанщик (1987—1988, 1998, з 2002)

### Колишні учасники
- Артур Беркут — вокал (2002—2011)
- Валерій Кіпєлов — вокал (1985—2002)
- Андрій Большаков — гітара (1985—1986)
- Сергій Маврін — гітара (1987—1995)
- Сергій Терентьєв — гітара (1995—2002)
- Алік Грановський — бас-гітара (1985—1986)
- Олександр Львов — барабанщик (1985)
- Ігор Молчанов — барабанщик (1985—1986)
- Олександр Манякін — барабанщик (1988—2002)
- Кирило Покровський — клавіші (1985—1986)

### Сесійні учасники
- Дмитро Горбатіков — гітара (1990, тимчасово заміняв Мавріна)
- Олексій Булкін — бас-гітара (1990, тимчасово заміняв Дубініна)
- Олексій Булгаков — вокал (1994, замінював Кіпєлова, записав 6 пісень на демо-диск)
- Євген Шидловський — клавіші (до 2002)
- Олександр "Змій" Цвєтков — клавіші (2006—2008)

## Дискографія

### Студійні альбоми
| Назва             | Учасники                                         | Рік випуску |
| ----------------- | ------------------------------------------------ | ----------- |
| Мания величия     | Кіпєлов/Холстінін/Грановський/Львов/Покровський  | 1985        |
| С кем ты?         | Кіпєлов/Холстінін/Большаков/Грановський/Молчанов | 1986        |
| Герой асфальта    | Кіпєлов/Холстінін/Маврін/Дубінін/Удалов          | 1987        |
| Игра с огнём      | Кіпєлов/Холстинин/Маврін/Дубінін/Манякін         | 1989        |
| Кровь за кровь    | Кіпєлов/Холстінін/Маврін/Дубінін/Манякін         | 1991        |
| Ночь короче дня   | Кіпєлов/Холстінін/Терентьєв/Дубінін/Манякін      | 1995        |
| Генератор зла     | Кіпєлов/Холстінін/Терентьєв/Дубінін/Манякін      | 1998        |
| Химера            | Кіпєлов/Холстінін/Терентьєв/Дубінін/Манякін      | 2001        |
| Крещение огнём    | Беркут/Холстінін/Попов/Дубінін/Удалов            | 2003        |
| Армагеддон        | Беркут/Холстінін/Попов/Дубінін/Удалов            | 2006        |
| Феникс            | Житняков/Холстінін/Попов/Дубінін/Удалов          | 2011        |
| Через все времена | Житняков/Холстінін/Попов/Дубінін/Удалов          | 2014        |
| Проклятие морей   | Житняков/Холстінін/Попов/Дубінін/Удалов          | 2018        |

### Концертні записи
| Назва                  | Учасники                                             | Рік випуску |
| ---------------------- | ---------------------------------------------------- | ----------- |
| Сделано в России       | Кіпєлов/Холстінін/Терентьєв/Дубінін/Манякін          | 1996        |
| В поисках новой жертвы | Кіпєлов/Холстінін/Терентьєв/Дубінін/Манякін          | 2003        |
| Живой огонь            | Беркут/Холстінін/Попов/Дубінін/Удалов                | 2004        |
| Пляска ада             | Беркут/Холстінін/Попов/Дубінін/Удалов                | 2007        |
| Герой асфальта XX лет  | Беркут/Холстінін/Попов/Дубінін/Удалов/Кіпєлов/Маврін | 2008        |

### Збірки
| Назва                            | Учасники | Рік випуску |
| -------------------------------- | -------- | ----------- |
| Легенды русского рока            |          | 1997        |
| Лучшие песни                     |          | 1999        |
| 2000 и одна ночь                 |          | 1999        |
| Grand Collection                 |          | 2000        |
| Штиль                            |          | 2002        |
| Легенды русского рока (выпуск 2) |          | 2003        |
| Беспечный ангел                  |          | 2004        |

### Сингли
| Назва            | Учасники                                    | Рік випуску |
| ---------------- | ------------------------------------------- | ----------- |
| «Потерянный рай» | Кіпєлов/Холстінін/Терентьєв/Дубінін/Манякін | 2000        |
| «Колизей»        | Беркут/Холстінін/Попов/Дубінін/Удалов       | 2002        |
| «Чужой»          | Беркут/Холстінін/Попов/Дубінін/Удалов       | 2006        |
| «Поле битвы»     | Беркут/Холстінін/Попов/Дубінін/Удалов       | 2009        |

### Триб'юти і Саундтреки
| Назва                                                 | Учасники                                        | Рік випуску |
| ----------------------------------------------------- | ----------------------------------------------- | ----------- |
| Tribute to Harley-Davidson                            | Кіпєлов/Холстінін/Терентьєв/Дубінін/Манякін     | 1999        |
| Tribute to Harley-Davidson II спільно з гуртом Мастер | Кіпєлов/Холстінін/Терентьєв/Дубінін/Манякін     | 2001        |
| Дальнобойщики-2 Для однойменної комп'ютерної гри      | Холстінін/Терентьєв/Дубінін/Грановський/Манякін | 2001        |

### Сольні альбоми
| Назва         | Учасники          | Рік випуску |
| ------------- | ----------------- | ----------- |
| Смутное время | Кіпєлов/Маврін    | 1997        |
| АвАрия        | Холстінін/Дубінін | 1997        |

## Відеографія

### Концертні DVD
- Сделано в России (запис зроблено в 1997 році, диск випущений у 1998[51])
- Живой огонь (2004)
- Пляска ада (2007)
- Все клипы (2008)
- Герой асфальта XX лет (2008)

### Відеокліпи
Всі офіційні кліпи Арії вийшли в 2008 році на DVD від лейбла CD-Maximum, що так й називається: «Арія. Всі кліпи». Видання також випускається в спеціальному колекційному варіанті: digibook формату А5 зі срібним тисненням і з 16-сторінковим буклетом, на особливому папері, та містить бонусні композиції.
| - Всё, что было (1991) - Возьми моё сердце (1995) - Отшельник (1998) - Грязь (1998) - Потерянный рай (2000) - Беспечный Ангел (2001) - Штиль (з Удо Діркшнайдером) (2001) - Осколок льда (2002) - Колизей [Архівовано 29 червня 2013 у Wayback Machine.] (2003) - Там Высоко (2005) | - Улица роз (1988) - Дай жару! (1989) - Крещение огнём (2004) - Последний закат (2006) |

### Фан-сайти
- Фан-клуб гурту АРІЯ
- Неофіційний сайт гурту АРІЯ [Архівовано 15 листопада 2010 у Wayback Machine.]
- «Семейка Ария» [Архівовано 31 серпня 2010 у Wayback Machine.] — фан-сайт Арії і її відгалужень
- Сайт фан-клубу Володимира Холстініна [Архівовано 30 грудня 2011 у Wayback Machine.]
- АРІЯ — Кіпєлов [Архівовано 28 червня 2010 у Wayback Machine.]
- Неофіційний WAP сайт всій Арійської сімейки

### На інших сайтах
- Дискографії і рецензії на Russian Darkside e-Zine [Архівовано 4 листопада 2010 у Wayback Machine.]
- Розділ Арії [Архівовано 20 жовтня 2007 у Wayback Machine.] на Master's Land
- Ария на Encyclopaedia Metallum [Архівовано 19 серпня 2009 у Wayback Machine.]
- Ария (гурт) в бібліотеці Максима Мошкова [Архівовано 28 травня 2010 у Wayback Machine.]
- Дискографія Ария на сайті MusicBrainz
- Ария на сайті Last.fm (англ.)
- Зібрання табулатур та пісень АРІЇ